# Barrio Argüello
Argüello es un barrio del norte de la ciudad de Córdoba, provincia de Córdoba, Argentina. Si bien administrativamente forma parte de la ciudad de Córdoba, en sus orígenes fue un caserío sin entidad municipal propia, que inició su existencia por un loteo efectuado por la Compañía de Tierras S.A. en 1908. Aunque forma parte del ejido urbano de la ciudad de Córdoba, se mantuvo separado de esta y aún hoy cuenta con diferencias sustanciales al resto de la zona, entre ellas un prefijo telefónico diferente.

## Ubicación e historia
Argüello es el centro del sector noroeste de la ciudad de Córdoba, por su historia, su gente y su poder económico. Se ubica en el extremo noroeste de la ciudad de Córdoba, en la provincia argentina homónima. Rodeado de una gran vegetación (por ser el inicio de las sierras cordobesas) y unas grandes extensiones de tierra. La primera referencia existente, se ubica en las cesiones de tierras o "mercedes" efectuada en 1574 por don Jerónimo Luis de Cabrera, el fundador de la ciudad, a Don Hernando Romero y Juan Pérez Montañez con una extensión de media legua en cuadro. Pasó por distintas manos hasta que en 1820 lo fue de Don Juan de Hormaeche, quien construyó en ella un molino para la molienda de maíz. 
En 1859 figura en plano de cartografía cordobesa, cuyo autor fue el Padre Pedro Grenón, como elemento de juicio en litigio de propiedades entre Hormaeche y Zavalía el lindante hacia la ciudad. En él se puede ver con claridad el punto de desagüe natural que exsistía a la altura de la actual seccional de policía, en la intersección de las calles Laplace y Rafael Núñez, así como el desvío del camino a Saldán del camino al molino de belermos (actual calle Blas Pascal). Con la división de la propiedad entregada a sus hijos, se dividió tomando al camino de Saldán como límite norte de la fracción hasta el río, que es la que pasó a manos de Isauro Argüello. 
Para cuando se conoció la iniciativa de construcción del ferrocarril que uniría a la ciudad de Córdoba con la de La Calera y a través de ella con la villa San Roque y después hacia el norte hasta Cruz del Eje, don Isauro Argüello donó el terreno para la construcción de la estación de ferrocarril. Después, pocos años transcurridos a la erección del edificio de la terminal, en 1894, la propiedad pasó a manos de Heriberto Martínez, quien la incorporó a la Compañía de Tierras S.A. con el objeto de hacer un loteo para un emprendimiento inmobiliario. El primero que se efectuó, tuvo como fecha de remate el 2 de agosto de 1914, bajo el proyecto de Tristán Echenique y Bertram Roberts. Este emprendimiento fue un fracaso económico que se trató de revertir con un nuevo proyecto que estuvo en manos de un arquitecto francés que había estado en Buenos Aires haciendo el plano urbanístico del cual surgieron las diagonales Norte y Sur y el comienzo de la Avenida 9 de Julio. No hay datos del contrato de dicho profesional pero se puede asegurar que se trata de Joseph-Antoine Bouvard, pues su nombre figuró en una de las calles del trazado del plano y con posterioridad hasta 1970 en una de las calles del barrio. Por medio de este plan que es el que terminó por consolidarse, obtuvieron los emprendedores inmobiliarios un buen rédito ya que lograron vender gran parte del loteo, particularmente a familias inglesas que formaban el staf gerencial de las empresas que manejaron las obras de los ferrocarriles en Córdoba. 
Con posterioridad se agregó una parte del loteo en el sector sureste hasta la calle Blas Pascal que servía de camino al Molino de Torres. En 1905 se abrió la gran Avenida Alvear, hoy Recta Martinoli y se iniciaron las obras del camino a Saldán por la actual Av. Ricardo Rojas, pues antes se llegaba a la población referida por el camino de Villa Allende. A poco de ser inaugurado el camino, comenzaron a efectuarse carreras de autos que unían Argüello con Villa Allende y Saldán. Más tarde se completó el loteo en el sector donde se radicó el Colegio La Salle cuyos propietarios, la Asociación Educacionista Argentina Lasallana, adquirió dos manzanas que fueron unidas con la inclusión de una calle intermedia y la modificación de una parte de la línea recta de la calle que hace de límite norte de dicho predio. Esto ocurrió en 1928. El plano de unión y reforma urbana lo realizó el ingeniero Pablo Bracamonte; para 1937 se levantó el colegio que es obra del constructor Acosta. Mientras tanto, la villa veraniega fue la residencia del gobernador Rafael Núñez, quien vivió en una casa de la que se ha mantenido solo una parte en el predio de la estación de expendio de combustibles que está ubicada al lado del CPC de Argüello. 
En aquellos años y hasta 1970 cada lote estaba rodeado por acequias que se conectaban unas con otras por medio de simples sistemas de esclusas desde el canal maestro norte. Con este sistema se pudo hacer crecer cercos vivos con el criterio imperante decimonónico de ciudad jardín; igualmente que el diseño original ya no existente de la plaza que constaba de parterres con ligustros que marcaban sus límites así como una tipo de vegetación exótica, distinta para las jerarquías de cada calle. Actualmente solo han quedado algunos tramos de calles con altos árboles "plátanos" en las calles que llegan a la plaza. 
La calle Poincaré era un bulevar que tenía las correspondientes palmeras, pero fueron sacadas cuando se comenzó a pavimentar, momento que también se usó para eliminar las acequias. A partir de allí, la identidad urbana y morfológica del barrio se transformó en lo que el código de edificación de la ciudad dispuso a través de las ordenanzas que facilitaron la irrupción de un modelo de ciudad basado en el suburbio norteamericano que lo ha invadido todo. Algunas casas de cierta filiación inglesa aún se advierten de tanto en tanto. 
Aun así siempre el carácter "pagano" se mantiene por una cierta subversión contra el despotismo modernista cuando se observan las veredas sin losetas o algún tipo de baldosas y la gente caminando por la calle. La identidad del barrio que alguna vez quiso ser ciudad de extramuros a Córdoba, se mantuvo intacta hasta que comenzó a ser fagocitada por el avance demoledor de la ciudad, bajo el poder de gobiernos militares en la misma época en que en la ciudad se cometían actos bárbaros contra el patrimonio como la destrucción de las plazas General Paz y Vélez Sársfield, así como el boulevard 24 de Septiembre y el inicio de la destrucción del barrio Nueva Córdoba que no ha terminado aún, en Villa Argüello se acabó con las acequias y con la identidad barrial, para comenzar a ser así un barrio de suburbios más. A través de un estudio pormenorizado de Villa Argüello se propuso una normativa personalizada para el barrio, pero los profesionales y autoridades municipales no estaban preparadas aún, como no lo están todavía, para entender la dinámica del desarrollo urbano y el mantenimiento del patrimonio.

## Transporte
Además de los recorridos locales, circulan colectivos interurbanos de diferentes líneas como InterCórdoba, Ciudad de Córdoba, Sarmiento, FonoBus o Transporte La Calera, ya que las avenidas reciben el flujo de las avenidas que ingresan a Córdoba por el sector NO, desde las localidades del Área Metropolitana. También 
| Corredor   | Líneas                                       |
| ---------- | -------------------------------------------- |
| Corredor 1 | - 10 - 11 - 12 - 13 - 14 - 15 - 17 - 18 - 19 |
|            | - 27 - 82                                    |

## Deportes
En esta zona uno de los deportes más importante es el rugby, existiendo tres clubes que agrupan una gran cantidad de jugadores, ganando 12 de los últimos 15 campeonatos de primera división. Estos tres clubes son Palermo Bajo (nacido en el barrio de Bajo Palermo, colindante con el Cerro de las Rosas y actualmente en el barrio Los Boulevares), La Tablada (nacido en el Cerro de las Rosas y luego trasladado a Urca, también al lado del Cerro, y desde hace aproximadamente 6 años en Villa Warcalde) y Tala Rugby Club, que habiendo nacido entre el Cerro y Alta Córdoba, se afincó en Villa Warcalde hace más de 40 años, cuando este barrio era "el campo" para la gente de la zona sur de la ciudad. Estos clubes han dado gran cantidad de jugadores a los seleccionados nacionales, tanto en mayores como en juveniles, y han sido una base importante para los seleccionados provinciales que consiguieron el título de Campeón Argentino en 4 ocasiones. Otros deportes practicados son el fútbol (en Club Banco, Argentino Peñarol, Lasallano), Hockey (Lasallano y los tres clubes de rugby), y en menor medida el básquet, el vóley, el tenis y el béisbol, este último con el equipo llamado Argüello.
- Datos: Q6912766
- Multimedia: Argüello, Córdoba / Q6912766